# Соколова Софія Іванівна
Софія Іванівна Соколова (нар. 26 вересня 1926, с. Березкіно Зоркальцевської сільради, Томський район, Томський округ, Сибірський край) — доярка колгоспу «Червоний будівельник» (Томський район), Герой Соціалістичної Праці.

## Біографія

### Дитинство та ранні роки
Софія Іванівна Попихіна народилася в російській козацькій селянській родині в селі Березівка (Зоркальцевська сільрада, Томський район). Отримала початкову освіту (всього провчилася у 6 класах), в 14 років пішла працювати у місцевий колгосп «Червоний будівельник», де працювала пташницею, кухаркою, на заготівлі лісу тощо, у тому числі під час Другої світової війни. Після війни вийшла заміж за колишнього фронтовика Ф. Д. Соколова. Народила трьох дітей, а в 1950 році чоловік помер — поранення на війні значно підірвали його здоров'я. Змушена була виховувати трьох дітей одна.

### Трудова діяльність
У 1960 році організований Рибаловський м'ясо-молочний радгосп «Жовтень» сусідньої Рибаловської сільради, в якому Софія Іванівна почала працювати дояркою на Березкінській фермі. Через шість років за найвищі по всій Томській області надої молока, її нагородили орденом Леніна.
На сільгосппідприємстві працювала до 1981 року (до виходу на пенсію за віком), однак продовжувала трудитися на своєму підсобному домашньому господарстві.
За час роботи в 1960-і роки відрізнялася особливою старанністю до праці, ініціативою. Нагороджувалася відзнаками «Ударник комуністичної праці» кількох п'ятирічок і нагрудними знаками «Відмінник соціалістичного змагання сільського господарства РРФСР», двома знаками-медалями «Відмінник соціалістичного змагання Мінсільгоспу СРСР».
У 1967 році було визнано, що томська доярка С. І. Соколова, вперше серед доярок молочнотоварних ферм колгоспів і радгоспів Західно-Сибірського регіону, стала надоювати по 5000 кг від кожної корови, що вона обслуговувала.

#### Трудовий подвиг
У 1970 році, при середніх по надоях дояркам Томської області за 2642 кг молока від кожної корови, доярка С. І. Соколова поставила трудовий рекорд, надоївши по 5800 кг. Разом зі своїм братом Петром Попихиіним, зоотехніком Березкінської товарно-молочної ферми колгоспу «Червоний будівельник», шляхом ретельного відбору корів у стаді, підняла продуктивність в стаді по-стахановськи, практично в 10 разів. Указом Президії Верховної Ради СРСР від 8 квітня 1971 року доярка радгоспу «Жовтень» Томської області С. І. Соколова удостоєна звання Героя Соціалістичної Праці з врученням Золотої медалі «Серп і Молот» і другого ордена Леніна.

## Громадське життя
Софія Соколова в 1970-х була головним наставником молодих доярок Томської області, багато років керувала Школою передового досвіду. Її неодноразово обирали депутатом Томської районної ради народних депутатів трудящих.

## Родина
- Чоловік Федір Дмитрович Соколов.
  - Дочки Валентина (1946) і Галина (1948)
  - Син Олександр (1950).

## Нагороди
- Золота зірка «Серп і Молот» Героя Соціалістичної Праці (08.04.1971)
- 2 ордена Леніна (22.03.1966, 08.04.1971)
- орден «Томської Слава» (25.09.2016)
- медаль «За доблесну працю. В ознаменування 100-річчя з дня народження Володимира Ілліча Леніна» (1970)
- медаль «Ветеран праці СРСР» (1986)
- медаль «За доблесну працю у Великій Вітчизняній війні 1941—1945 рр.» (1946)
- ювілейна медаль "Тридцять років Перемоги у Великій Вітчизняній війні 1941—1945 рр .. " (1975)
- ювілейна медаль «Сорок років Перемоги у Великій Вітчизняній війні 1941—1945 рр.» (1985)
- ювілейна медаль «50 років Перемоги у Великій Вітчизняній війні 1941—1945 рр.» (1995)
- ювілейна медаль «60 років Перемоги у Великій Вітчизняній війні 1941—1945 рр.» (2005)
- ювілейна медаль «65 років Перемоги у Великій Вітчизняній війні 1941—1945 рр.» (2010)
- два ордени Томської області
- 2 знака «Ударник комуністичної праці»
- 4 знака «Ударник соціалістичного змагання» (кількох п'ятирічок)
- нагрудні знаки «Відмінник соціалістичного змагання сільського господарства РРФСР»
- 2 знака-медалі «Відмінник соціалістичного змагання Мінсільгоспу СРСР»
- Почесні грамоти колгоспу, радгоспів, райкому і обкому КПРС.